# A.C. Kuiper
A.C. Kuiper, schrijversnaam van Anna Cornelia Kuiper (Zwolle, 30 augustus 1860 – Zeist, 13 februari 1934), was een Nederlandse kinderboekenschrijver en vertaler.

## Biografie
Kuiper werd geboren in Zwolle, als dochter van Taco Kuiper en Elizabeth Hovens Gréve. Haar vader was predikant bij de doopsgezinde gemeente. Ze was een zuster van Koenraad Kuiper. Ze behaalde het diploma M.O. Engels.
Onder het pseudoniem P. van Ellichem was ze medewerkster van het tijdschrift Lelie- en rozeknoppen; weekblad voor meisjes. In 1891 volgde ze M.E. Pijnappel op als hoofdredactrice van dit tijdschrift. In 1895 debuteerde ze met het boek Elsje; een verhaal voor meisjes bij J.L. Beijers in Utrecht. In 1902 werd ze vaste medewerker van het maandblad Ons Thuis van Katharina Leopold en Henriëtte Dietz. Vanaf 1927 schreef ze In het doopsgezind weekblad De Zondagsbode bijdragen onder de titel Uit de stilte.
Kuiper bleef ongehuwd. In 1891 verhuisde ze samen met haar ouders vanuit Amsterdam naar Haarlem. De laatste jaren van haar leven woonde ze in Zeist, samen met haar zuster Neeltje (1850-1942). Ze overleed in 1934. Ze ligt begraven op de begraafplaats Zeister Bosrust in Zeist, samen met Neeltje.